# Estación Tomé
Tomé es una antigua estación de Tomé, región del Biobío; formaba parte del ramal Rucapequén - Concepción. 
Es en 1904 que se autorizan las obras de extensión del ferrocarril hasta Tomé, siendo el 4 de febrero de 1916 cuando llega el primer tren. La estación fue pensada para servir al puerto de Tomé.
Durante la década de 1980 el ramal cierra debido a políticas implementadas durante la dictadura militar. Posteriormente parte del ramal, incluyendo la estación, son levantados; el último tren en correr por la estación fue en 1983. Actualmente no quedan restos de la estación.
En 2018 se presentó una solicitud para estudios de un ferrocarril del servicio Biotrén que vaya desde Concepción hasta Tomé.